# Пауліна Вільконська
Пауліна Вільконська (пол. Paulina Wilkońska; 1815, Сєкєрки, дільниця Мокотув, Варшава — 9 червня 1875, Познань) — польська романістка, редакторка, авторка мемуарів.

## Біографія
Пауліна Вільконська народилася у Сєкєрках 1815 року. Її матір'ю була Регіна Задольська, а батьком — Кароль Лях. Вчилася у Познані. 1832 року вийшла за Августа Вільконського. З 1840 по 1851 роки вона вела літературний салон Варшави, у якому бували особи із «Biblioteka Warszawska», «Przeglądem Naukowym» та учасники групи «Варшавська богема». 1851 року подружжя переселилося до Великопольщі. Через рік її чоловік помер.
Пауліна опублікувала свою першу прозову збірку «Село і місто» 1841 року. Вона також публікувала й інші художні твори, а також мемуари (1871, 1875). Її щоденники зображують інтелектуальне та політичне життя Варшави. Владислав Сирокомля стверджував, що Пауліна Вільконська була його натхненням на вірш «Маргер».
Пауліна померла 1875 року у Познані.